# Wulfila

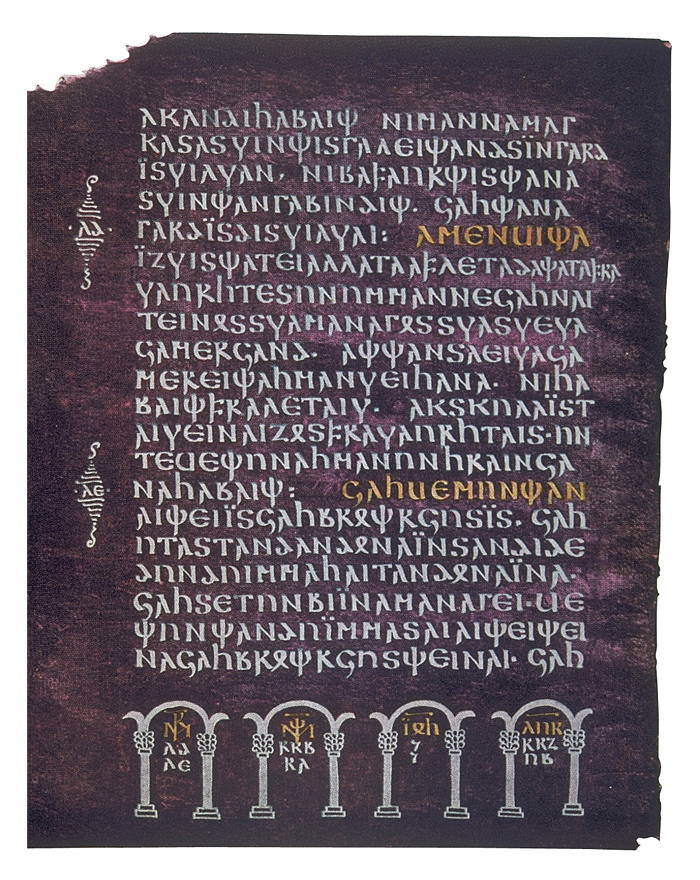
De Codex Argenteus met Wulfila's Bijbelvertaling

Wulfila (311? – 382 of 383) was een Visigotische bisschop die vooral bekendheid heeft als vertaler van de Bijbel in het Gotisch. Het bekendste exemplaar van deze Gotische Bijbeltekst is de Codex Argenteus, die in het Zweedse Uppsala wordt bewaard.
Met name de kerkhistoricus Philostorgios en de bisschop Auxentius van Dorostorum geven de meeste informatie over Wulfila, die zij Ulphila(s) of Urphilas noemden. Hij stamde af van waarschijnlijk een Gotische vader en een Cappadocische moeder.
In 341 werd Wulfila aangesteld tot bisschop door Eusebius van Nicomedia († 341) van dat deel van de Visigoten dat zich had bekeerd. Door aanhoudende christenvervolgingen vroeg Wulfila keizer Constantius II om opname in het Romeinse Rijk. Die stond dat toe en Wulfila leidde de christelijke West-Goten naar het gebied van het huidige Pleven (Bulgarije).
Waarschijnlijk rond het jaar 369 heeft hij de Bijbel vertaald. Tot aan zijn dood in Constantinopel bleef Wulfila een gerespecteerd bisschop.
Wulfila verspreidde onder de Goten de ariaanse versie van het christendom. De belangrijkste afwijking van het katholieke geloof was dat Jezus Christus geen goddelijke natuur werd toegedacht. Wulfila werd hierdoor later als ketter beschouwd. Zijn pleegzoon Auxentius pleitte hem daarvan vrij in een brief, bewaard gebleven in De Fide van Ambrosius.
Wulfila betekent waarschijnlijk "wolfje" (van Gotisch wulfs = wolf), vergelijkbaar met Attila voor "vadertje" (van atta = vader).